# Scotinotylus castoris
Scotinotylus castoris är en spindelart som först beskrevs av Chamberlin 1948.  Scotinotylus castoris ingår i släktet Scotinotylus och familjen täckvävarspindlar. Inga underarter finns listade i Catalogue of Life.